# Ocyrhoé fille de Chiron
Pour les articles homonymes, voir Ocyrhoé, Mélanippe et Évippe.
Dans la mythologie grecque, Ocyrhoé (en grec ancien : Ὠκυρόη / Ōkyróē ou Ὠκυρρόη / Ōkyrrhóē, « courant rapide[réf. nécessaire] ») est la fille du centaure Chiron et de la nymphe Chariclo. Son histoire n'est attestée que dans les Métamorphoses d'Ovide. Elle est également connue sous le nom de Mélanippe,  Hippe ou Évippe.
Son nom lui aurait été donné par sa mère, parce qu'elle la met au monde au bord d'un fleuve tumultueux. Elle possède en outre, à sa naissance, le don de prophétie tout comme sa mère.
Elle se rend un jour à la caverne de son père et là le trouve en compagnie d'Asclépios encore enfant. Elle prédit au jeune dieu son destin, lui révélant qu'il aura le pouvoir de ressusciter les mortels mais qu'il provoquera, en l'utilisant, le courroux de Zeus par qui il sera foudroyé, avant de connaître une nouvelle existence. Elle révèle aussi à Chiron qu'il perdra son immortalité, pour ne pas souffrir éternellement par le poison de l'Hydre. Cela le fâche, ainsi que Zeus.
Comme elle s'apprête à en dire davantage, elle est changée en jument par la « colère divine », en punition de son indiscrétion. Cette métamorphose constitue également le sujet d'une tragédie perdue d'Euripide.
Un ajout tardif veut qu'à la fin de sa vie, elle ait été changée en cheval ailé par Zeus qui la plaça aux côtés de Pégase. Elle aurait donné naissance à Celeris puis à toute l'espèce des chevaux ailés.